# Бьянки, Жюль
Жюль Бьянки́ (фр. Jules Bianchi; 3 августа 1989, Ницца, Франция — 17 июля 2015, Ницца, Франция) — французский автогонщик; двукратный бронзовый призёр чемпионата GP2 (2010-11); вице-чемпион серии Формулы-Рено 3.5 (2012); чемпион Евросерии Ф3 (2009); победитель F3 Masters (2008). На Гран-при Японии 2014 года получил тяжёлые травмы, от которых скончался спустя девять месяцев, став первой жертвой на гонках Формулы-1 с 1994 года, когда погиб Айртон Сенна.

## Общая информация
Дед Жюля — Мауро Бьянки — трижды становился чемпионом мира в классе GT, а брат Мауро — Люсьен — выигрывал 24 часа Ле-Мана и принимал участие в 19 стартах в рамках чемпионата мира «Формулы-1» между 1959 и 1968 годами, единожды попав на подиум.
Является крестным отцом гонщика Шарля Леклера.
Владел итальянским, английским и французским языками.

## Спортивная карьера
«Жюль родился на картодроме»

### Первые годы
Как и многие гонщики своего поколения, Жюль начинал карьеру с картинговых соревнований. В 2002—2006 годах француз проводит множество гонок в различных международных соревнованиях. Среди главных достижений: титул чемпиона Франции в классе «Юниор» (2004), победа в классе ICC международной серии WSK, второе место в кубке мира Формулы-А (оба — 2006) и ряд других.
В 2007 году Бьянки перебирается в более серьёзные серии. Основной упор был сделан на национальный чемпионат 2-литровой Формулы-Рено. Бьянки одерживает пять побед в тринадцати гонках и, в целом, выступает заметно сильнее и стабильнее всех своих конкурентов. Также Жюль проезжает три этапа в Еврокубке этой же серии, но там всё получалось куда хуже — четыре схода и лишь одно попадание в Top-10. При этом по чистой скорости француз весьма неплох на общем фоне, заработав поул на этапе в Венгрии и показав там же лучший круг во втором заезде.
Следующим этапом карьеры Жюля стал переход в евросерию Ф3, но Бьянки ещё вернулся в чемпионаты, проводящиеся под эгидой французского автопроизводителя: в 2009 году уроженец Ниццы проехал этап 3,5-литрового первенства в Монако.

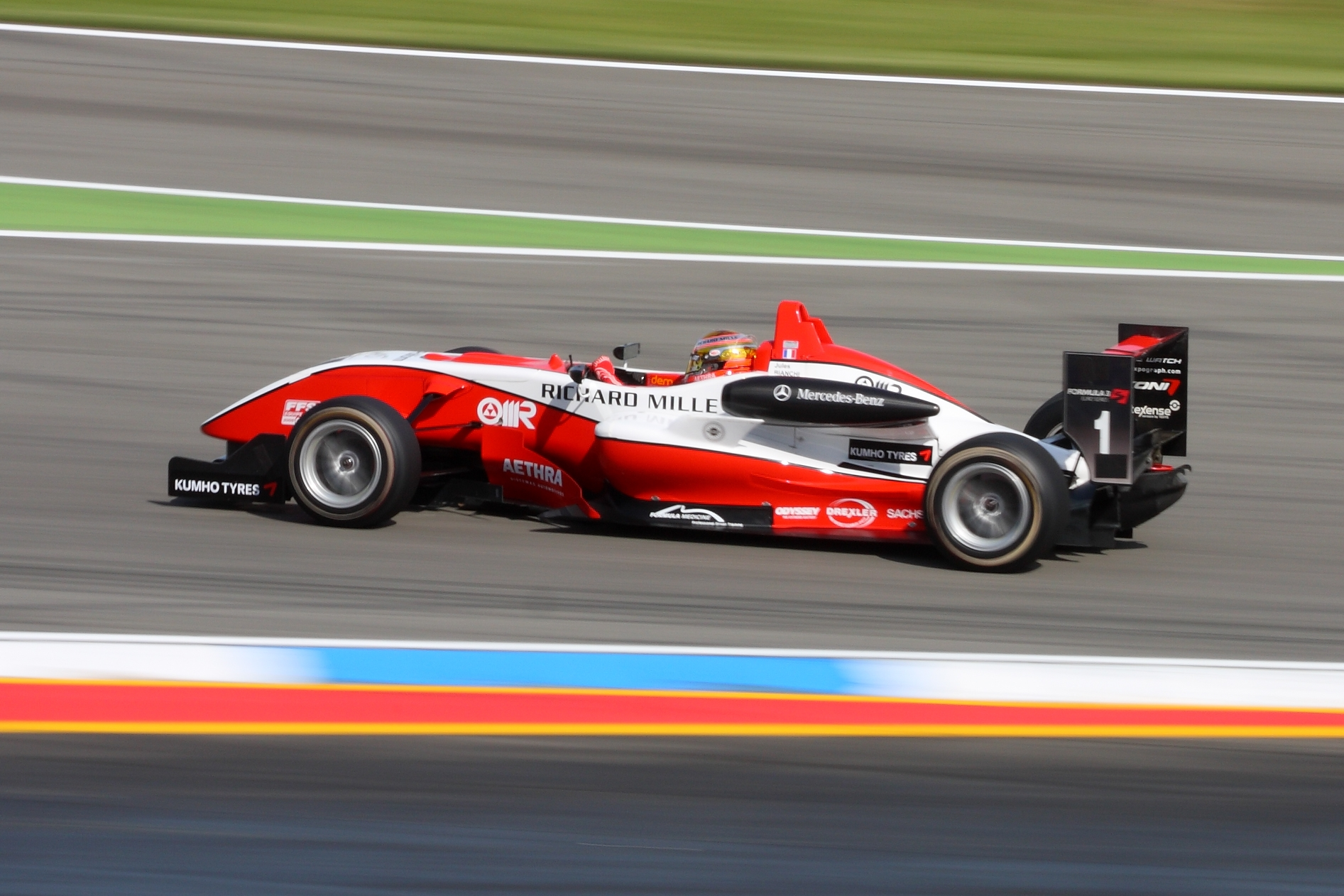
Бьянки управляет своей Dallara на первом этапе своего чемпионского сезона-2009 евросерии

Менеджерский контракт, подписанный с Николя Тодтом, позволил Жюлю перейти в одну из лучших команд евросерии тех лет — ART Grand Prix. Быстро набравшись необходимого опыта в компании опытных и умелых помощников, Бьянки уже по ходу дебютного сезона в чемпионате одерживает две победы и занимает третье место в общем зачёте (вплотную за вице-чемпионом Эдоардо Мортарой). Также по ходу этого сезона француз вместе с командой удачно съездил в Бельгию на Masters Формулы-3, где, обойдя многих сильных конкурентов (в том числе чемпиона евросерии того года Нико Хюлькенберга), Жюль одержал победу.
Набравшись опыта в предыдущем сезоне, француз уверенно побеждает в серии в 2009 году, взяв титул за две гонки до конца чемпионата. В 20 гонках сезона одержано 9 побед. Впечатление от хорошего сезона в евросерии было смазано не самыми удачными выступлениями в зандвортском Masters и гран-при Макао, где Жюль смог добиться лишь четвёртого и десятого мест.

### 2010—2012
Тем не менее сезон был сочтён удачным, и Жюль был переведён в команду ART Grand Prix в GP2. Привыкание к машине было начато в феврале 2010 года, когда Бьянки на шесть гонок заявили в азиатский чемпионат. В своей первой же гонке француз приехал на подиум, а свою вторую квалификацию выиграл. Этим успехи в этой серии ограничились.
В основной серии, после неудачного старта сезона (три финиша в очках в восьми гонках), Жюль постепенно нашёл нужную скорость и стабильность, и к середине июля ощутимо прибавил. Два поула и несколько удачных гонок позволили ему подтянуться к лидерам общего зачёта, но июльская авария на старте основной гонки этапа в Венгрии притормаживает француза. Полученный в той аварии перелом второго поясничного позвонка мог надолго выбить его из кокпита Dallara, но уже через четыре недели Бьянки получил благословение врачей и вновь сел за руль. Возвращение за руль далось непросто, но несколько удачных гонок (в том числе самый удачный в сезоне этап в Монце) позволяют Бьянки по итогам сезона занять третье место в чемпионате.
Сотрудничество было признано удачным, и контракт Жюля продлили ещё на сезон в обеих сериях. Сезон в азиатском чемпионате из-за антиправительственных волнений в Бахрейне оказался сжатым в полтора раза, но даже в этих условиях Жюль смог заставить себя и машину с самого начала ехать быстро и по итогам четырёх гонок занял второе место в серии, немного уступив многоопытному соотечественнику Ромену Грожану. Сезон в основном первенстве также проведён в борьбе позади своего опытного соотечественника. Решающими для Жюля становятся гонки в Испании и в Монако, провальные результаты в которых стоили ему множества очков и возможности побороться за титул. Многочисленные финиши на подиуме и в очках позволили ему позже отыграть многое из потерянного тогда, но итоговый результат оказался тем же, что и год назад — третье место в личном зачёте. От занявшего второе место Луки Филиппи француза отделило лишь очко.
В 2012 году, дабы иметь возможность быть резервным гонщиком команды Force India F1 и периодически участвовать в тренировках Гран-при, Тодт переводит Бьянки в Формулу-Рено 3.5. Накопленный опыт позволил французу быстро понять возможности машины и стать одним из лидеров пелотона по скорости. Жюль проводит достаточно удачный год, выигрывает три гонки, но в финале сезона допускает несколько обидных осечек, отдав титул чемпиона Робину Фряйнсу с разницей всего в четыре очка.

### Формула-1
В августе 2009 года, после аварии Фелипе Массы во время этапа Ф1 на Хунгароринге, Бьянки назывался в числе его потенциальных сменщиков, однако в итоге ему предпочли более опытных пилотов. В начале декабря Жюль тестировал болид итальянской команды на трассе Херес во время т. н. «тестовой сессии для молодых гонщиков». По итогам той тестовой сессии Ferrari F1 подписала с ним официальный контракт участника своей молодёжной программы. 11 ноября 2010 года Жюль официально стал третьим пилотом итальянской команды, сменив занимавших ранее это место Марка Жене, Джанкарло Физикеллу и Луку Бадоера. Несколькими днями позже Бьянки провёл за рулём болида Ferrari F1 тестовую сессию в Абу-Даби. Через год Жюль вновь участвовал в этих тестах.
В 2012 году Жюль параллельно с тестовой работой в Ferrari F1 также являлся пятничным тест-пилотом команды Force India. Через год его менеджмент до последнего искал место боевого пилота, в итоге подписав контракт с командой Marussia F1. Болид команды много проигрывал даже середнякам пелотона, но Жюль время от времени выдавал яркие гонки, борясь в середине второй десятки; одна из таких гонок пришлась на Гран-при Монако 2014 года, где Бьянки благодаря множеству сходов и собственной активности смог впервые пробиться в очковую зону, заняв итоговое девятое место.

### Инцидент на трассе «Сузука»
5 октября 2014 года во время Гран-при Японии в сложных погодных условиях Бьянки неудачно вылетел с трассы на последних кругах, врезавшись на скорости 126 км/ч в работавший в зоне безопасности эвакуатор, который убирал болид Адриана Сутиля, разбившего здесь машину кругом ранее. При столкновении Бьянки ударился головой о противовес эвакуатора. Гонка была остановлена на 9 кругов раньше запланированного. Благодаря любительской записи стало известно, что левая часть болида Marussia была очень сильно повреждена, а каркас уничтожен, так как он попал под трактор. Удар был настолько сильным, что болид Сутиля, который в то время был уже поднят трактором, упал на землю. Первая медицинская помощь была оказана уже на месте аварии, перед тем как его транспортировали в медицинский центр трассы. Из-за сильного дождя использование медицинского вертолёта было невозможно. В результате аварии француз получил тяжёлую травму головы и был переправлен в ближайший госпиталь, где ему была сделана срочная операция по удалению образовавшейся гематомы. Но после дополнительного обследования врачи поставили диагноз — диффузное аксональное повреждение головного мозга.
В первые дни в прессе высказывались разные утверждения по поводу того, с какой скоростью произошла авария (200 км/ч) и перегрузки 50g (490 м/с²). По информации из базы данных FIA по гоночным инцидентам автомобиль Бьянки вылетел с трассы на скорости 213 км/ч и столкнулся с эвакуатором через 2,61 секунды на скорости 126 км/ч. Перегрузка, измеренная датчиками в наушниках, составила 92g, расчётная пиковая перегрузка — 254g.
Авария Бьянки стала первым инцидентом, повлекшим серьёзные травмы гонщика в течение гоночного уикэнда Формулы-1 с Гран-при Венгрии 2009 года, когда пострадал Фелипе Масса. Также это был очередной серьёзный инцидент, связанный с командой Marussia.
Реакция FIA
FIA инициировала расследование. Были проведены изменения в процедурах безопасности, в частности, на Гран-при Бразилии местонахождение трактора в шикане Senna «S» было изменено. Во время Гран-при России была созвана специальная пресс-конференция, на который было заявлено, что Бьянки снизил скорость в повороте Dunlop, путь до больницы был на 7 минут дольше, чем если бы был использован вертолёт, и что это никак не отразилось на состоянии гонщика.
Впоследствии FIA подтвердила, что проводятся исследования по поводу возможного внедрения закрытых кокпитов в болиды Формулы-1. Рассматривались вариант использования специальных пластин для обслуживающей техники и новые способы замедления болидов. Была введена система виртуальной машины безопасности (VSC), протестированная в конце сезона 2014 года. Также с 13 октября FIA оповестила все команды о предоставлении всей информации, связанной с инцидентом Бьянки, для специальной комиссии, созданной FIA для расследования данного инцидента.
Расследование аварии
20 октября 2014 года FIA сообщила о создании специальной комиссии в составе 10 человек, занимающейся расследованием данного инцидента. В комиссию вошли бывшие гонщики Формулы-1 — Эмерсон Фиттипальди и Александр Вурц и бывшие руководители команд — Росс Браун и Стефано Доменикали. Комиссия выпустила 396-страничный отчёт, который содержал исчерпывающие технические объяснения случившегося и был составлен без обвинения какой-либо стороны. Согласно отчёту не было выявлено конкретной причины аварии Бьянки; случившееся было приписано череде неудачных обстоятельств, включивших в себя сложные погодные условия, скорость болида Бьянки и наличия трактора на трассе. Исследование подтвердило гипотезу о том, что Бьянки недостаточно снизил скорость в тот момент гонки, из-за чего потерял контроль над болидом и вылетел с трассы; при этом комиссия уточнила, что степень снижения скорости в период «двойных жёлтых флагов» не оговорена в правилах. Эпизод с невыпуском на трассу машины безопасности оставлен на усмотрение судей того Гран-при с уточнением, что за предыдущие восемь лет случалось около 400 подобных эпизодов.
Несмотря на отсутствие претензий к системе организации действий судей, в эпизодах подобных аварий уже на следующий год в чемпионате была введена система «виртуальной машины безопасности». Была проработана ситуация с подобной аварией при наличии у болида Marussia закрытого кокпита или специальных пластин по бокам кокпита, и было заявлено, что подобные меры никак не улучшили бы последствия инцидента для гонщика, так как в инциденте были задействованы слишком большие силы — болид весом 700 кг врезается в трактор весом в 6,5 тонн на скорости 126 км/ч. Также была обследована новая система brake-by-wire, которая является частью новых гибридных двигателей. Расследование выявило, что Бьянки использовал педали газа и тормоза в момент вылета с трассы (таким образом активируется данная система), и что данная система должна была заглушить двигатель. Система является частью электронного блока управления и поставляется командам со стороны FIA, однако параметры устанавливаются уже самой командой. Несмотря на то, что система не сработала, команда француза была объявлена невиновной в аварии, при этом через год количество параметров в системе, жёстко не прописанных в регламенте, было заметно сокращено.

## Лечение и смерть
Первое заявление со стороны семьи последовало 13 октября 2014 года. По словам его отца, Жюль был в критическом состоянии, а врачи оценивали его шансы на выживание как «чудо». 19 ноября семья Бьянки заявила, что он больше не в искусственной коме и может дышать самостоятельно; Жюль был перевезён в Ниццу.
В 2015 году на болидах сменившей владельца команды Manor Marussia появился логотип «JB17» как дань памяти Бьянки, ведь именно очки, заработанные им, позволили команде получить призовые выплаты.
17 июля было объявлено о смерти француза в госпитале Ниццы; Бьянки стал первым за 21 год пилотом чемпионата мира, умершим от последствий аварии именно в ходе гонки (ранее Мария де Вильота погибла от травм на тестовых заездах).

## Память
20 июля ФИА объявила об изъятии из обращения 17-го номера в «Формуле-1», под которым выступал Бьянки. 21 июля в Ницце состоялась траурная церемония прощания с Жюлем, на которой присутствовали бывшие и нынешние гонщики «Формулы-1». 24 числа прах француза, согласно его прижизненному пожеланию, был развеян над Средиземным морем, между Ментоной и Монако.
На Гран-при Венгрии, проходившем 24-26 июля, команды разместили на болидах надписи «#JB17» и «#CiaoJules». Перед гонкой паддок почтил минутой молчания память Бьянки. На «Хунгароринг» из Ниццы прибыла семья гонщика — родители, брат и сестра с родственниками. 20 пилотов встали в круг в честь Бьянки. Занявшие первые два места в гонке Феттель и Квят посвятили свой успех памяти француза.
16 января 2017 года президент регионального совета региона Прованс-Альпы-Лазурный берег Кристиан Эстрози и мэр Ниццы Филипп Прадал объявили, что в городе появится улица имени Жюля Бьянки. Церемония открытия прошла 23 января перед стадионом Allianz Riviera на углу с улицей Пьер-де-Кубертен.

## Статистика результатов
| 2007    | Французская Формула-Рено 2.0 | SG Formula     | 13         | 5          | 10         | 5          | 172        | 1          |
| 2007    | Еврокубок Формула-Рено 2.0   | SG Formula     | 8          | 1          | 1          | 0          | 9          | 11-й       |
| 2008    | Евросерия Формулы-3          | ART Grand Prix | 20         | 2          | 2          | 2          | 47         | 3          |
| 2008    | F3 Masters                   | ART Grand Prix | 1          | 0          | 0          | 1          |            | 1          |
| 2008    | Гран-при Макао Ф3            | ART Grand Prix | 1          | 0          | 0          | 0          |            | 9-й        |
| 2009    | Британская Формула-3         | ART Grand Prix | 4          | 0          | 3          | 0          | 2          | НК         |
| 2009    | Евросерия Формулы-3          | ART Grand Prix | 20         | 6          | 7          | 9          | 114        | 1          |
| 2009    | F3 Masters                   | ART Grand Prix | 1          | 0          | 0          | 0          |            | 4-й        |
| 2009    | Гран-при Макао Ф3            | ART Grand Prix | 1          | 0          | 0          | 0          |            | 10-й       |
| 2009    | Формула-Рено 3.5             | SG Formula     | 1          | 0          | 0          | 0          | 0          | НК         |
| 2009-10 | GP2 Asia                     | ART Grand Prix | 6          | 1          | 0          | 0          | 8          | 12-й       |
| 2010    | GP2                          | ART Grand Prix | 20         | 3          | 1          | 0          | 52         | 3          |
| 2010    | Формула-1                    | Ferrari F1     | тест-пилот | тест-пилот | тест-пилот | тест-пилот | тест-пилот | тест-пилот |
| 2011    | GP2 Asia                     | Lotus ART      | 4          | 1          | 0          | 2          | 18         | 2          |
| 2011    | GP2                          | ART Grand Prix | 18         | 1          | 0          | 1          | 53         | 3          |
| 2011    | Формула-1                    | Ferrari F1     | тест-пилот | тест-пилот | тест-пилот | тест-пилот | тест-пилот | тест-пилот |
| 2012    | Формула-Рено 3.5             | Tech 1 Racing  | 17         | 5          | 7          | 3          | 185        | 2          |
| 2012    | Формула-1                    | Force India F1 | тест-пилот | тест-пилот | тест-пилот | тест-пилот | тест-пилот | тест-пилот |
| 2013    | Формула-1                    | Marussia F1    | 19         | 0          | 0          | 0          | 0          | 19-й       |
| 2014    | Формула-1                    | Marussia F1    | 15         | 0          | 0          | 0          | 2          | 17-й       |

### Евросерия Формулы-3
| 2008 | ART | Dallara F308/049 | Mercedes | HO1 НФ | MU1 3  | PA1 НФ | NO1 НФ | ZA1 3 | NÜ1 2 | BR1 22 | CA1 НФ | BU1 1  | HO1 7  | 47  | 3-й |
| 2008 | ART | Dallara F308/049 | Mercedes | HO2 13 | MU2 4  | PA2 26 | NO2 9  | ZA2 9 | NÜ2 3 | BR2 18 | CA2 3  | BU2 17 | HOC2 1 | 47  | 3-й |
| 2009 | ART | Dallara F308     | Mercedes | HO1 5  | MU1 1  | PA1 1  | NO1 1  | ZA1 1 | NÜ1 1 | BR1 НФ | CA1 1  | BU1 2  | HO1 1  | 114 | 1-й |
| 2009 | ART | Dallara F308     | Mercedes | HO2 3  | MU2 14 | PA2 3  | NO2 1  | ZA2 6 | NÜ2 5 | BR2 НФ | CA2 5  | BU2 1  | HO2 7  | 114 | 1-й |

Жирным выделен старт с поул-позиции. Курсивом — быстрый круг в гонке.
В первой строчке показаны результаты длинных (субботних) гонок, во второй — спринтерских (воскресных) гонок.

### GP2 Asia
| 2009/10 | ART | -     | -     | ABF 3 | ABS 7  | BHF 10 | BHS НК | BHF 10 | BHS НФ | 8  | 12-й |
| 2011    | ART | ABF 1 | ABS 8 | ITF 3 | ITS НФ |        |        |        |        | 18 | 2    |

Жирным выделен старт с поул-позиции. Курсивом — быстрый круг в гонке.

### GP2
| 2010 | ART | ESF НФ | MOF 4  | TUF НФ | VAF 2  | GBF 2 | GEF 5 | HUF НФ | BEF 14 | ITF 2 | ABF 18 | 52 | 3-й |
| 2010 | ART | ESS 12 | MOS 3  | TUS 13 | VAS НФ | GBS 5 | GES 4 | -      | BES НФ | ITS 4 | ABS 7  | 52 | 3-й |
| 2011 | ART | TUF 3  | ESF 7  | MOF НФ | VAF НФ | GBF 1 | GEF 4 | HUF 7  | BEF 2  | ITF 8 |        | 53 | 3-й |
| 2011 | ART | TUS 7  | ESS НФ | MOS 19 | VAS 7  | GBS 5 | GES 2 | HUS 6  | BES 2  | ITS 3 |        | 53 | 3-й |

Жирным выделен старт с поул-позиции. Курсивом — быстрый круг в гонке.
В первой строчке показаны результаты длинных (субботних) гонок, во второй — спринтерских (воскресных) гонок.

### Формула Рено 3.5
| 2012 | Tech 1 | AR1 ДК | MC1 2 | BE1 2  | NU1 1  | MR1 2 | SI1 1 | HU1 3 | PR1 4 | CA1 7  | 185 | 2-й |
| 2012 | Tech 1 | МА2 13 |       | BE2 17 | NU2 12 | MR2 7 | SI2 3 | HU2 9 | PR2 1 | CA2 НФ | 185 | 2-й |

Жирным выделен старт с поул-позиции. Курсивом — быстрый круг в гонке.
В первой строчке показаны результаты длинных (субботних) гонок, во второй — спринтерских (воскресных) гонок.

### Формула-1
| Легенда к таблице |                                                                    |
| --- | ------------------------------------------------------------------ |
| В таблице перечислены результаты всех Гран-при Формулы-1, в которых принимал участие гонщик. Строками таблицы являются сезоны, столбцами — этапы чемпионата мира. В каждой клетке указаны сокращённое название этапа и результат, дополнительно обозначенный цветом. Расшифровка обозначений и цветов представлена в нижеследующей таблице. |                                                                    |
| \| Пример \| Описание \| \| ------------ \| ------------------------------------------------------------------ \| \| 1 \| Победитель \| \| 2 \| Второе место \| \| 3 \| Третье место \| \| 5 \| Финишировал, заработав очки \| \| Сход \| Не финишировал, но при этом заработал очки \| \| 12 \| Финишировал, не получив очков \| \| НКЛ \| Финишировал, но не попал в финальную классификацию \| \| 15 \| Участвовал вне зачёта, либо по отдельной классификации \| \| 18 \| Не финишировал, но попал в финальную классификацию \| \| Сход \| Не финишировал \| \| НКВ \| Не прошёл квалификацию \| \| НПКВ \| Не прошёл предквалификацию \| \| ДСК \| Дисквалифицирован \| \| ИСК \| Исключён из протокола соревнований \| \| ТТ \| Заявлен для участия только в тренировках \| \| НС \| Участвовал в квалификации, но не стартовал в гонке \| \| Т \| Травмирован или болен \| \| ОТК \| Отказ от участия \| \| НТР \| Прибыл на соревнования, но на трассу не выезжал \| \| НПР \| Был заявлен в числе участников, но не прибыл к началу соревнований \| \| О \| Соревнования отменены \| \| \| Не участвовал \| \| Поул-позиция \| \| \| Быстрый круг \| \| |                                                                    |
| Пример | Описание                                                           |
| 1 | Победитель                                                         |
| 2 | Второе место                                                       |
| 3 | Третье место                                                       |
| 5 | Финишировал, заработав очки                                        |
| Сход | Не финишировал, но при этом заработал очки                         |
| 12 | Финишировал, не получив очков                                      |
| НКЛ | Финишировал, но не попал в финальную классификацию                 |
| 15 | Участвовал вне зачёта, либо по отдельной классификации             |
| 18 | Не финишировал, но попал в финальную классификацию                 |
| Сход | Не финишировал                                                     |
| НКВ | Не прошёл квалификацию                                             |
| НПКВ | Не прошёл предквалификацию                                         |
| ДСК | Дисквалифицирован                                                  |
| ИСК | Исключён из протокола соревнований                                 |
| ТТ | Заявлен для участия только в тренировках                           |
| НС | Участвовал в квалификации, но не стартовал в гонке                 |
| Т | Травмирован или болен                                              |
| ОТК | Отказ от участия                                                   |
| НТР | Прибыл на соревнования, но на трассу не выезжал                    |
| НПР | Был заявлен в числе участников, но не прибыл к началу соревнований |
| О | Соревнования отменены                                              |
| | Не участвовал                                                      |
| Поул-позиция |                                                                    |
| Быстрый круг |                                                                    |

| Сезон | Команда          | Шасси         | Двигатель              | Ш | 1       | 2        | 3      | 4      | 5      | 6        | 7        | 8      | 9        | 10     | 11     | 12     | 13     | 14     | 15       | 16     | 17     | 18     | 19     | Место | Очки |
| ----- | ---------------- | ------------- | ---------------------- | - | ------- | -------- | ------ | ------ | ------ | -------- | -------- | ------ | -------- | ------ | ------ | ------ | ------ | ------ | -------- | ------ | ------ | ------ | ------ | ----- | ---- |
| 2013  | Marussia F1 Team | Marussia MR02 | Cosworth CA2012 2,4 V8 | P | АВС 15  | МАЛ 13   | КИТ 15 | БАХ 19 | ИСП 18 | МОН Сход | КАН 17   | ВЕЛ 16 | ГЕР Сход | ВЕН 16 | БЕЛ 18 | ИТА 19 | СИН 18 | КОР 16 | ЯПО Сход | ИНД 18 | АБУ 20 | США 18 | БРА 17 | 19    | 0    |
| 2014  | Marussia F1 Team | Marussia MR03 | Ferrari 059/3 1,6 V6   | P | АВС НКЛ | МАЛ Сход | БАХ 16 | КИТ 17 | ИСП 18 | МОН 9    | КАН Сход | АВТ 15 | ВЕЛ 14   | ГЕР 15 | ВЕН 15 | БЕЛ 18 | ИТА 18 | СИН 16 | ЯПО 20   | РОС    | США    | БРА    | АБУ    | 17    | 2    |